# Micragrotis lacteata
Micragrotis lacteata là một loài bướm đêm thuộc họ Noctuidae. Nó được tìm thấy ở châu Phi, bao gồm Kenya.

## Hình ảnh

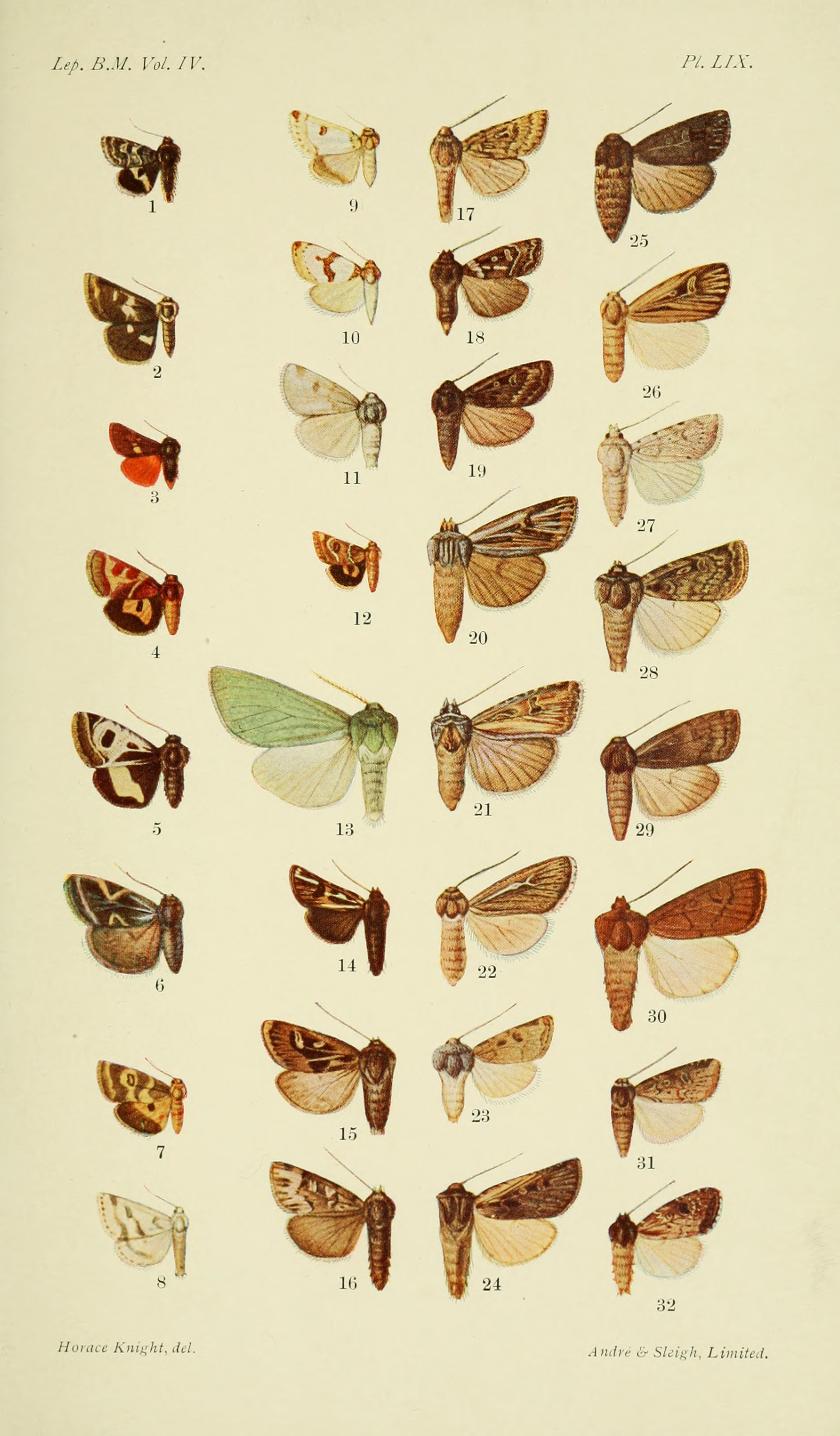